# Princessa Avenue
Princessa Avenue (рус. «Принцесса дорог») — российско-финская поп-группа, песни которой были написаны и исполнялись на английском и русском языках. Группа была создана Виктором Дробышем летом 2007 года в Москве и распалась в мае 2011 года.

## История
Группа «Princessa Avenue» была создана Виктором Дробышем летом 2007 года.

«На сегодняшний день у нас ощущается колоссальный пробел в женском роке, и не в смысле того, что женщины не любят рок-музыку и не хотят её играть, просто ни у кого до этого руки не доходят. Вот я и решил создать некий коллектив, который обещает стать одной из первых реальных женских рок-групп в стране»— Виктор Дробыш о создании группы
Кастинг в группу проводился в реалити-шоу «РОКовые девчонки», которое транслировалось на музыкальном телеканале MTV. Обязательным условием для участниц шоу было владение музыкальными инструментами и английским языком. По результату окончания шоу было отобрано пять девушек, ставших участницами группы, ими стали: Александра Гуркова, Анастасия Кириллова, Даяна Рамос-Лафорте, Карина Штерцер и Диана Цирекидзе.
Песни для первого альбома группы записывались на родине рок-н-ролла и кантри — в городе Нэшвилл (штат Теннеси, США) на студии «Blackbird Studio» и в Хельсинки (Финляндия) на студии «HERE».
С февраля 2009 года группа начинает сотрудничать со всемирно известной музыкальной компанией «Sony BMG». Также в это время группа проходит в финал отборочного тура «Евровидения-2009» от России.
В марте 2009 года на территории Финляндии выходит сингл группы «Never, Never (Again)» и первый альбом «Princessa#1».
В мае 2011 года солистка Александра Гуркова покинула коллектив. К тому времени группа уже состояла из одной Александры и наёмных сессионных музыкантов. После ухода Гурковой Виктор Дробыш окончательно закрыл проект, не став набирать новых музыкантов.

## Состав
- Александра Гуркова — вокал
- Анастасия Кириллова — бэк-вокал, клавишные
- Даяна Рамос-Лафорте — ударные инструменты
- Карина Штерцер — бас-гитара
- Диана Цирекидзе — гитара

## Дискография
- 2009 — «Princessa#1»

## Музыкальные клипы
- «Lovers»/«История любви» (саундтрек к фильму «Ирония любви»)
- «Tear»/«Слеза» (снимался в Берлине, Германия)
- «Never, Never (Again)»/«Девчонка»